# Elbit Skylark I
Skylark I (skowronek) – izraelski, taktyczny bezzałogowy aparat latający (UAV – Unmanned Aerial Vehicle) opracowany przez firmę Elbit Systems.

## Konstrukcja
Głównym zadaniem aparatu jest zwiad taktyczny. Skylark może przenosić na swoim pokładzie kolorową kamerę telewizyjną lub kamerę termowizyjną, obie są montowane na stabilizowanej żyroskopowo platformie. Przekazywany przez kamery obraz jest dostępny w czasie rzeczywistym na konsoli operatora. Aparat startuje z ręki, lądowanie następuje na poduszce powietrznej po wykonaniu kontrolowanego przeciągnięcia. Większą wersją Skylarka I jest Skylark II, przeznaczony do użycia na szczeblu batalionu. Ma on masę startową 35 kg i przenosi 9 kg ładunku użytecznego, może pozostawać w powietrzu około 6 godzin. Napędzany jest silnikiem elektrycznym o mocy 4 kW, pozwalającym mu osiągnąć prędkość 140 km/h. Skylark II wystrzeliwany jest z katapulty, lądując tak samo jak Skylark I. Obydwa aparaty mogą wykonywać loty po wcześniej zaplanowanej trasie jak również mogą być sterowane ze stanowiska naziemnego. W 2012 roku wykorzystanie Skylarków I pierwszych serii produkcyjnych zostało zawieszone po wykryciu przypadków samoczynnego otwierania się poduszki powietrznej służącej do amortyzacji lądowania aparatów.